# 550 Senta
Az 550 Senta  egy a Naprendszer kisbolygói közül, amit Max Wolf fedezett fel 1904. november 16-án.